# Castillo Boldt
El castillo Boldt es un pequeño fortín situado en la isla Corazón (Nueva York), en las Islas Thousand (en español: "Mil Islas") del río San Lorenzo, a lo largo de la frontera norte del estado de Nueva York, Estados Unidos.

## Historia
La construcción del castillo de Boldt cesó abruptamente a principios de 1904 después de la muerte de la esposa de George Boldt, Louise Kehrer Boldt.
En la actualidad, el castillo Boldt puede ser visitado por medio de un transbordador (también denominado ferry), desde la bahía de Alejandría, Gananoque, Rockport, Ontario, y Ivy Lea, y la mayor parte de los terrenos y edificios pueden ser explorados por el público en general por una tarifa. También es posible atracar en la isla del corazón de forma gratuita. Hay una oficina de Aduanas de los Estados Unidos y Protección de Fronteras en la Isla Corazón.
Fue incluido en el Registro Nacional de Lugares Históricos en 1978.